# Marcantonio Zimara

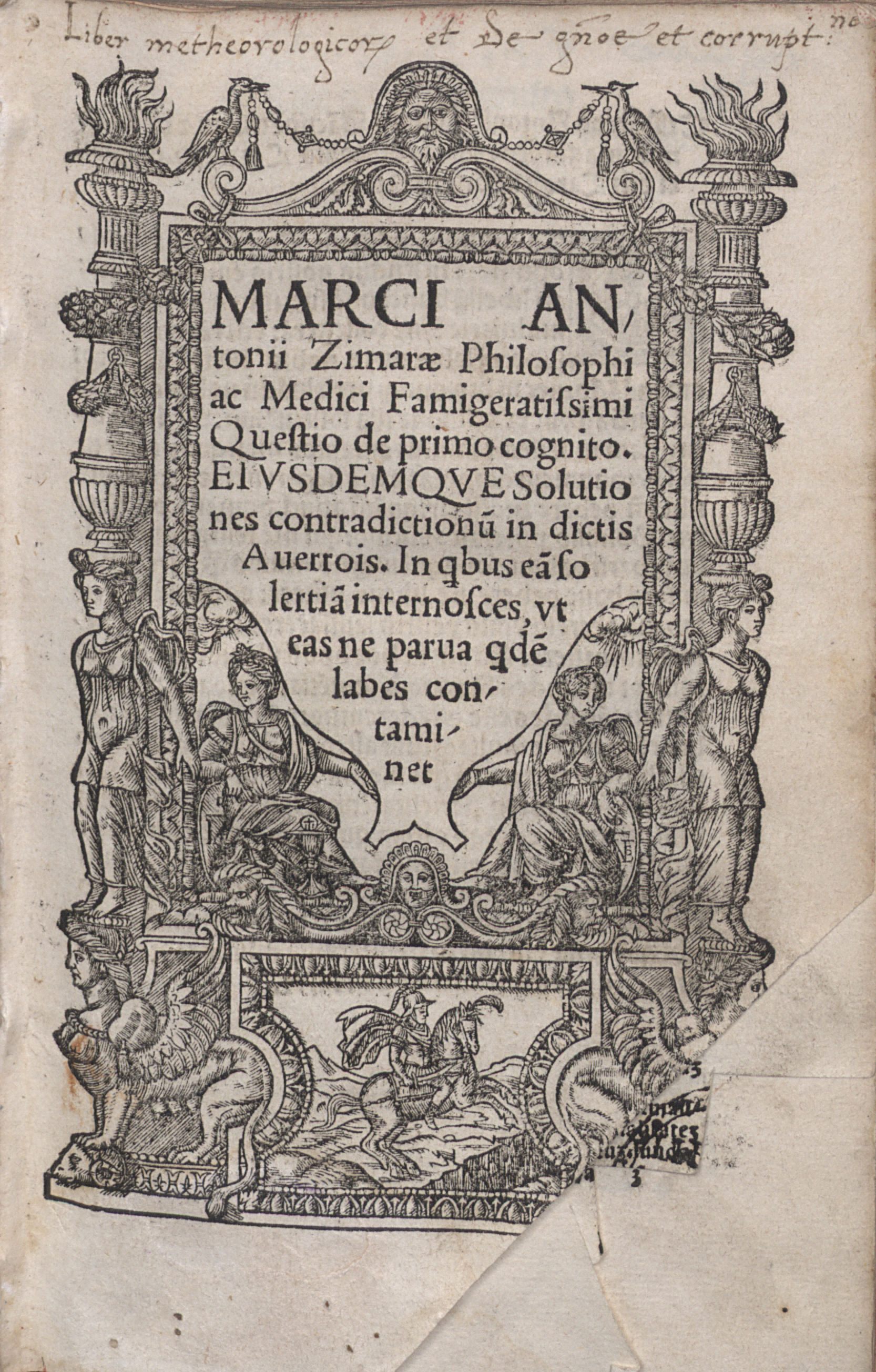
Questio de primo cognito

Marcantonio o Marco Antonio Zimara o Zimarra (San Pietro in Galatina, 1470 circa – Padova, 1532 circa) è stato un filosofo e medico italiano.
Marcantonio o Marco Antonio Zimara, si laureò in medicina e filosofia all'Università di Padova e vi insegnò nel 1507. Sindaco di Galatina, nel 1514 si recò a Napoli per difendere la città dai soprusi dei Duchi Castriota.
Insegnò filosofia a Salerno con la stesura di una guida alle opere di Aristotele e Averroè. Curò la pubblicazione di alcune opere del grande filosofo tedesco e dottore della Chiesa Alberto Magno e del teologo e filosofo belga Giovanni di Jandun